# Scleria triglomerata
Scleria triglomerata är en halvgräsart som beskrevs av André Michaux. Scleria triglomerata ingår i släktet Scleria och familjen halvgräs. Inga underarter finns listade i Catalogue of Life.